# بورنس ليك (كولومبيا البريطانية)
بورنس ليك (بالإنجليزية: Burns Lake)‏ هي بلدة تقع في كندا في بولكلي-نيتشاكو آ، كولومبيا البريطانية. يقدر عدد سكانها بـ 2,029 نسمة ومساحتها 6.59 كم2 و وترتفع عن سطح البحر 720 متر.

## المناخ
يظهر الجدول التالي التغييرات المناخية على مدار السنة لبورنس ليك:
| البيانات المناخية لـبورنس ليك      | البيانات المناخية لـبورنس ليك | البيانات المناخية لـبورنس ليك | البيانات المناخية لـبورنس ليك | البيانات المناخية لـبورنس ليك | البيانات المناخية لـبورنس ليك | البيانات المناخية لـبورنس ليك | البيانات المناخية لـبورنس ليك | البيانات المناخية لـبورنس ليك | البيانات المناخية لـبورنس ليك | البيانات المناخية لـبورنس ليك | البيانات المناخية لـبورنس ليك | البيانات المناخية لـبورنس ليك | البيانات المناخية لـبورنس ليك |
| الشهر                              | يناير                         | فبراير                        | مارس                          | أبريل                         | مايو                          | يونيو                         | يوليو                         | أغسطس                         | سبتمبر                        | أكتوبر                        | نوفمبر                        | ديسمبر                        | المعدل السنوي                 |
| ---------------------------------- | ----------------------------- | ----------------------------- | ----------------------------- | ----------------------------- | ----------------------------- | ----------------------------- | ----------------------------- | ----------------------------- | ----------------------------- | ----------------------------- | ----------------------------- | ----------------------------- | ----------------------------- |
| الدرجة القصوى قرينة الرطوبة        | 11.0                          | 10.0                          | 14.4                          | 24.5                          | 37.6                          | 34.4                          | 35.9                          | 37.4                          | 29.5                          | 25.0                          | 14.3                          | 10.8                          | 37.6                          |
| الدرجة القصوى °م (°ف)              | 11.0 (51.8)                   | 10.3 (50.5)                   | 15.4 (59.7)                   | 27.3 (81.1)                   | 34.0 (93.2)                   | 33.3 (91.9)                   | 32.8 (91.0)                   | 33.4 (92.1)                   | 30.9 (87.6)                   | 25.6 (78.1)                   | 14.5 (58.1)                   | 11.3 (52.3)                   | 34.0 (93.2)                   |
| متوسط درجة الحرارة الكبرى °م (°ف)  | −5.7 (21.7)                   | −1.5 (29.3)                   | 4.4 (39.9)                    | 9.8 (49.6)                    | 14.6 (58.3)                   | 18.0 (64.4)                   | 21.0 (69.8)                   | 20.7 (69.3)                   | 16.1 (61.0)                   | 9.5 (49.1)                    | 0.2 (32.4)                    | −5.3 (22.5)                   | 8.5 (47.3)                    |
| المتوسط اليومي °م (°ف)             | −10.5 (13.1)                  | −7.4 (18.7)                   | −2.0 (28.4)                   | 3.5 (38.3)                    | 8.3 (46.9)                    | 11.7 (53.1)                   | 14.3 (57.7)                   | 13.9 (57.0)                   | 9.9 (49.8)                    | 4.9 (40.8)                    | −3.2 (26.2)                   | −9.7 (14.5)                   | 2.8 (37.0)                    |
| متوسط درجة الحرارة الصغرى °م (°ف)  | −15.3 (4.5)                   | −13.3 (8.1)                   | −8.4 (16.9)                   | −2.9 (26.8)                   | 2.0 (35.6)                    | 5.4 (41.7)                    | 7.6 (45.7)                    | 7.1 (44.8)                    | 3.7 (38.7)                    | 0.2 (32.4)                    | −6.6 (20.1)                   | −14.1 (6.6)                   | −2.9 (26.8)                   |
| أدنى درجة حرارة °م (°ف)            | −46.7 (−52.1)                 | −40.0 (−40.0)                 | −40.0 (−40.0)                 | −18.9 (−2.0)                  | −7.0 (19.4)                   | −2.2 (28.0)                   | −0.6 (30.9)                   | −0.8 (30.6)                   | −8.9 (16.0)                   | −21.5 (−6.7)                  | −37.3 (−35.1)                 | −42.7 (−44.9)                 | −46.7 (−52.1)                 |
| الهطول مم (إنش)                    | 41.1 (1.62)                   | 27.2 (1.07)                   | 25.1 (0.99)                   | 16.7 (0.66)                   | 35.1 (1.38)                   | 51.2 (2.02)                   | 43.3 (1.70)                   | 42.8 (1.69)                   | 41.1 (1.62)                   | 44.6 (1.76)                   | 48.2 (1.90)                   | 44.1 (1.74)                   | 460.8 (18.14)                 |
| معدل هطول الأمطار مم (إنش)         | 5.1 (0.20)                    | 2.3 (0.09)                    | 3.3 (0.13)                    | 10.4 (0.41)                   | 33.9 (1.33)                   | 51.2 (2.02)                   | 43.3 (1.70)                   | 42.8 (1.69)                   | 40.5 (1.59)                   | 37.7 (1.48)                   | 16.9 (0.67)                   | 4.0 (0.16)                    | 291.3 (11.47)                 |
| متوسط تساقط الثلوج سم (إنش)        | 42.3 (16.7)                   | 29.0 (11.4)                   | 23.2 (9.1)                    | 6.0 (2.4)                     | 1.2 (0.5)                     | 0.0 (0.0)                     | 0.0 (0.0)                     | 0.0 (0.0)                     | 0.7 (0.3)                     | 7.2 (2.8)                     | 34.4 (13.5)                   | 45.8 (18.0)                   | 189.8 (74.7)                  |
| متوسط أيام هطول الأمطار (≥ 0.2 mm) | 13.6                          | 11.1                          | 11.0                          | 8.0                           | 12.6                          | 14.4                          | 12.3                          | 12.0                          | 12.5                          | 13.8                          | 13.9                          | 13.2                          | 148.1                         |
| ساعات سطوع الشمس الشهرية           | 57.0                          | 94.1                          | 138.7                         | 190.4                         | 233.8                         | 242.7                         | 267.5                         | 242.3                         | 155.1                         | 105.7                         | 52.0                          | 43.9                          | 1٬823٫2                       |
| المصدر: Environment Canada         |                               |                               |                               |                               |                               |                               |                               |                               |                               |                               |                               |                               |                               |

## أعلام
- ريك ميلر